# الکساندروفکا (شهرستان آلشیفسکی، باشقیرستان)
الکساندروفکا (به لاتین: Aleksandrovka) یک منطقهٔ مسکونی در روسیه است که در باشقیرستان واقع شده‌است.